# Subsecretari de stat în Guvernul Miron Cristea (1)
În Guvernul Miron Cristea (1) au fost incluși și subsecretari de stat, provenind de la diverse partide.

## Subsecretari de stat
- Subsecretar de stat la Ministerul de Externe

Nicolae Petrescu-Comnen (17 februarie - 29 martie 1938)
- Subsecretar de stat la Ministerul Apărării Naționale

General Paul Teodorescu (11 februarie - 29 martie 1938)

## Sursa
- Stelian Neagoe - "Istoria guvernelor României de la începuturi - 1859 până în zilele noastre - 1995" (Ed. Machiavelli, București, 1995)